# Рт Камењак
Рт Камењак, познат и као Кап Камењак или Доњи Камењак, налази се на полуострву Камењак, које представља најјужнији део Истре. Од 1966. године Рт Камењак је парк природе.
Полуострво је дуго 9,5 km, ширина варира од 400 m до 1,6 km, а окружено је са 30 km дугом обалом пуне увала, ртова и плажа. У близини се налази светионик Порер који је висок преко 30 m и саграђен 1846. године.
На подручју постоји више од 550 различитих врста биљака од којих се нарочито истичу орхидеје.
Све плаже у парку су слободне. Међутим, плаћа се улаз аутом или другим моторним возилом.